# Mangazeya

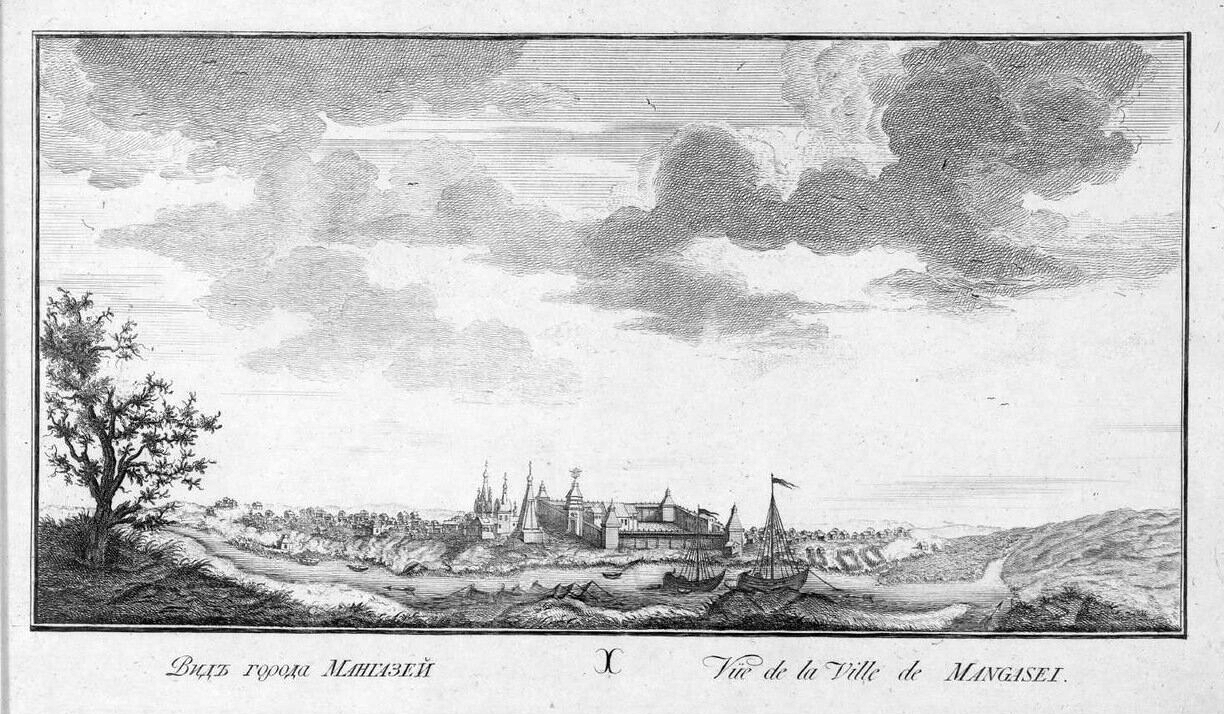
Vista de Nóvaya Mangazeya, 1735

Mangazeya (en ruso: Мангазея) fue una colonia de mercaderes del noroeste del Siberia, en Rusia, fundada en 1600, y después una ciudad. Fue construida a orillas del río Taz, entre los ríos Obi y Yeniséi. Mangazeya jugó un papel primordial en la conquista rusa de las regiones árticas y circumpolares.
Los colonos rusos de las costas del mar Blanco, los pomor, descubrieron una ruta a lo largo de la costa del océano Ártico que les permitió navegar hasta Arcángel para comerciar con los mercaderes noruegos, ingleses y neerlandeses. Durante todo el año, Mangazeya servía de almacén para las pieles, el marfil (las defensas de la morsa y del mamut) y los productos de Asia Central, que eran trasladadas luego en barco en el breve verano ártico. Mangazeya no contaba más que con unos centenares de habitantes a lo sumo.
Esta ruta comercial fue prohibida, bajo pena de muerte, en 1619, ya que el estado no podía gravarla con impuestos y temía una penetración comercial inglesa en Siberia. Mangazeia intentó mantenerse durante medio siglo más, pero fue finalmente abandonada. A consecuencia del catastrófico incendio de 1662, la población restante fue evacuada a Turujansk, a 275 km al sureste de Mangazeya, que se llamaría Nóvaya Mangazeya hasta la década de 1780.
La ubicación original de Mangazeya así como la ruta comercial marítima del norte emprendida por los pomor caerían en el olvido. En el siglo XX los arqueólogos soviéticos descubrieron vestigios de un kremlin de madera, de un puerto y de un mercado cubierto (gostiny dvor) en el lugar de Mangazeya.
El emplazamiento de Mangazeya se encuentra hoy dentro del ókrug autónomo Yamalo Nénets, en el óblast de Tiumén, a 1366 km al nordeste de Tiumén y a 385km al sudoeste de Norilsk.